# Habrobracon notatus
Habrobracon notatus är en stekelart som beskrevs av Szepligeti 1914. Habrobracon notatus ingår i släktet Habrobracon och familjen bracksteklar. Inga underarter finns listade i Catalogue of Life.